# إلين فوكس
إلين فوكس (بالإنجليزية: Elaine Fuchs)‏ هي أحيائية أمريكية، ولدت في 5 مايو 1950 في هينديل في الولايات المتحدة.